# 普洱学院
普洱学院，简称普院，是一所位于中华人民共和国云南省普洱市的综合性公立大学。

## 历史概况
该校创建于1978年，前身是思茅师范高等专科学校，是云南省第一批建立的高等师范专科学校之一。1998年，云南广播电视大学思茅分校并入该校。2012年，中华人民共和国教育部同意思茅师范高等专科学校升格为本科高校普洱学院。

## 学术研究

### 学科设置
至2021年，普洱学院有17个二级学院，42个本科专业、30个专科专业。2个院士工作站。其中园林专业已经入选首批国家卓越农林人才教育培养计划。亦有8个专业获评C类专业，此外，该校亦自建了5个重点专业和9个特色专业。

### 科研机构
普洱盛产咖啡，该学院亦依托此优势建立了一个云南省公共服务科技平台，即云南咖啡品质优化及价值提升公共服务科技平台。

### 对外合作
红河学院邻近寮國，因此该校亦重视建设“国门大学”力度，开设了泰语及老挝语专业，并积极与泰国、寮國展开交流。该校已经与泰国清莱皇家大学、老挝国家大学、苏发努冯大学建立了合作关系，并互设文化交流中心，每年亦互派教师任教。自2008年普洱市与寮國丰沙里省缔结为友好省市以来，部分寮國学生也开始前往普洱学院留学。至2017年，普洱学院有寮國留学生223人。